# Демократически съюз (Северна Македония)
Демократически съюз (на македонска литературна норма: Демократски сојуз) е политическа партия в Северна Македония.
Основана е на 25 март 2000 г. Председател на партията е Павле Траянов. На изборите през 2002 г. получава 1,2 % от гласовете, но не успява да получи мандат. През декември 2003 г. влиза в коалицията „Трети път“, където още са Демократическа алтернатива и Социалистическата партия на Македония. След излизането на партията Демократична алтернатива от коалицията, ДС остава там, а после заедно с другите партии от коалицията влиза в изборния блок, начело на който застава ВМРО-ДПМНЕ. На изборите от 2006 г. партията получава един депутатски мандат и в Събранието влиза председателят ѝ Павле Траянов.
След избухване на политическата криза партията през началото на 2016 г. преминава в опозиция, а на 15 юни 2016 г. е сменен нейният представител в изпълнителната власт зам.-министърът на външните работи Драгана Киприяновска.